# 90式戰車 (日本)
90式戰車（日语：／ Kyū-maru-shiki-sensha）是日本陸上自衛隊現役的主力戰車，為繼61式、74式後自主設計的第三世代國產戰車。
90式戰車開發代號起初為「STC」，後為「TK-X」，由防衛廳（現防衛省）技術研究本部研發和三菱重工業進行技術驗證和量產。1983年生產第一輛原型車，至1990年正式服役。90式戰車是陸上自衛隊第一種採用複合裝甲的戰車、是蘇聯戰車與無炮塔的瑞典S型戰車外世界上最早正式採用自動裝彈裝置、實現三人乘員配置的戰車:13，也是問世後世界上採購價格最高昂的主力戰車，高達850萬美元:11。
不同於此前陸上自衛隊61式和74式戰車問世時都落後於各自同時期戰車一個世代（約10至15年）的情況，90式服役時技術水準與當代各國最新銳戰車基本持平，在某些部份甚至有所超越:11-12:34-36。
90式戰車主要裝備給駐北海道第7師團，以可能登陸當地的蘇聯陸軍為假想敵。然而1991年蘇聯解體，爆發大規模戰車戰的可能性驟降，且其生產成本高昂、重量過大而僅能佈署於北海道，不適用於汰換已逐漸老化的74式戰車，90式戰車後於2009年停產，僅生產341輛。防衛省日後也研製了新一代主力戰車——10式戰車，用於逐批取代74式。

## 研製背景與需求
1960年代後期，日本在推出次世代主力戰車「74式」期間，接連爆發第三次（1967年）與第四次中東戰爭（1973年），為日本提供了戰車戰發展趨勢和經驗:8。同時，蘇聯也開始佈署T-64與更新的T-72戰車，這些戰車裝備125公釐滑膛炮、複合裝甲和自動裝彈機；西方也有德國第三代主力戰車豹二自1977年開始服役，與上述戰車相比，口徑105公釐的戰車炮的74式戰車在服役當下即顯得過時，使得開發相當於西方第三代主力戰車的新型戰車勢在必行，主炮口徑也被要求提昇至120公釐:205。1975年，日本正式開始90式戰車的研製工作:8。
研製工作由防衛廳技術研究本部第4研究所（位於神奈川縣相模原市）和民間主承包商三菱重工負責，三菱重工負責車體與引擎、三菱電機與富士通負責機電設備、日本電氣公司負責火控裝置、日本製鋼所負責主炮的研製:3。新型戰車開發代號最初為「STC」，即「日本第三代國產戰車樣車」的英文縮寫，而後改稱為「TK-X」，即試驗性的X型戰車:200。研製工作分為三階段：:11
- 第一階段：自1975年至1981年，為設計總體方案論證和各部件研製階段，包括系統研究、對新式火炮、引擎、傳動、懸掛裝置和裝甲結構等計算。防衛廳認為未來蘇軍將登陸北海道，因此對「TK-X」的規格要求有許多適於北海道地形作戰和對付蘇聯主力戰車T-72的設計[15]:2，包括要求配備口徑120公釐級的主炮、高防護力的複合裝甲[4]，而此前的74式戰車則配置口徑僅105公釐線膛炮和鑄造鋼與壓延防彈鋼裝甲[16]:439。
- 第二階段：自1982年至1985年，完成第一次整車試製和原型車行駛試驗，在此期間共完成兩台原型車和兩門120公釐滑膛炮。1985年6月，技術研究本部第4研究所開始樣車試驗，進行諸如行駛試驗、射擊試驗和寒區行駛試驗，兩車共行駛11,000公里、發射了1,220枚炮彈[1]。試驗期間，編號STC-1的原型車裝載日本製鋼所自製的國產120公釐主炮[17]，但該炮並未達到技術要求（亦有看法認為失敗的並非火炮，而是彈藥[13]:3）。1985年7月，日方在裝備審查會議上決定二號原型車採用西德莱茵金属的120公釐滑膛炮[18]:44-45。
- 第三階段：自1985年至1989年，進行第二次整車試製和完成定型試驗，此一階段共試製4輛原型車，在各式環境下共進行了行駛20,500公里和發射3,100發炮彈的試驗，檢測重點為裝備的可行性、可靠性、耐久性、操作性和生產工藝等[3]。值得一提的是，原型車有數處與量產車不同，如其車載煙霧發射器為三連裝式，與74式戰車的類似[7]。1987年8月28日，新式戰車於三菱重工相模原製作所首次公開，由開發官陸將上田愛彥主持說明[12]:205。

「TK-X」原計畫於1988年定型，並按自衛隊慣例取名為「88式戰車」:11，但由於定型進度推延到89年，一度要改稱「89式戰車」:11，但定型會議一直拖到1989年12月15日才召開，直到最終1990年8月6日正式定型投產，因此取名為「90式戰車」，結束其長達15年、耗資350億日幣的研製工作:11。

## 設計

### 火力

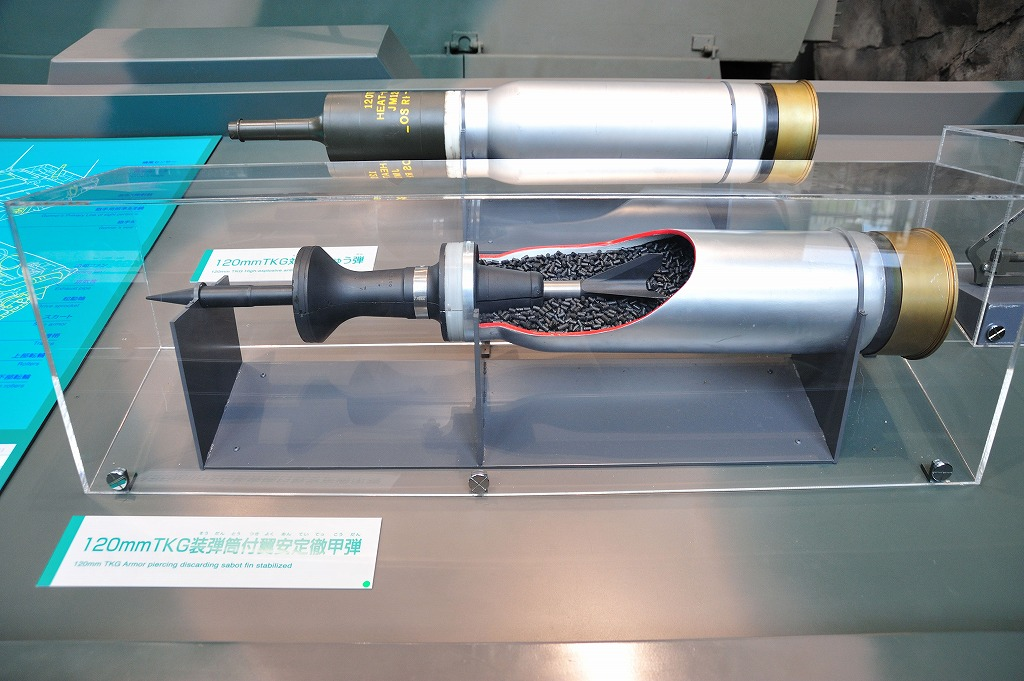
90式戰車的主要炮彈：JM33曳光尾翼穩定脫殼穿甲彈（前）與JM12A1曳光多用途彈（後）

90式戰車的主要武器為由西德莱茵金属授權日本制鋼所生產的Rh-120戰車炮，為44倍口徑的120公釐滑膛炮，也是陸上自衛隊首次裝備的滑膛戰車炮:206。日方曾對於主炮應自主研製還是引進德國Rh-120戰車炮有過長期爭論，起初曾決定由日本制鋼所負責研究國產120公釐滑膛炮，自1978年開始正式研製，並以先試製105公釐滑膛炮後再提昇至120公釐，儘管這兩門樣炮之後在膛壓、炮彈初速都達到設計要求，但穿甲深度與壽命則不如Rh-120戰車炮，最終因研製工期延宕只得引進後者:14。Rh-120戰車炮全長5,800公分，身管長5,300公分，實際倍徑為44.16倍，在發射120公釐動能炮彈時砲口動能將近10兆焦耳，比105公釐線膛炮還高出60％，炮管壽命約為500發:14。90式主炮俯仰速度為每秒4度、炮塔旋轉速度為每秒30度，主炮高低射界為-7至+10度，與其車體的液壓懸掛裝置俯仰±5度搭配，其射界實際上有-12至+15度，在當代主力戰車中非常少見:14。
90式主炮備彈40發，其中18發預置在自動裝彈機、18發在車右前方的彈藥艙、4發在炮手左側面，使用彈種為JM33曳光尾翼穩定脫殼穿甲彈以及JM12A1曳光多用途彈:14，前者彈芯直徑25公釐、發射初速1,650公尺/秒，在1,000公尺距離可以擊穿499公釐的均質鋼裝甲，在2,000公尺則可貫穿460公釐均質鋼裝甲；後者則可兼顧破甲彈和殺傷爆破彈功能，初速1,150公尺/秒，攻擊裝甲目標時可貫穿600至700公釐均質鋼裝甲，對非裝甲目標殺傷半徑則可達15至23公尺（視射擊距離而定）。另外自衛隊亦有獨立研製00式訓練彈，其為因自衛隊訓練場佔地有限、為防止訓練時實彈飛出場外（也因此自衛隊此前皆禁止進行行進間射擊訓練:16）而特別開發的安全彈種，其彈體頂端為低熔點合金，在空氣阻力作用下即會融化與彈芯脫離、急劇降低其動能以保障安全:15-16。
90式配有指揮儀式火控系統，具備行進間對運動目標射擊和夜間作戰的能力，其組成包括火控計算機、炮手單穩潛望式瞄準鏡、車長雙穩潛望式瞄準鏡、雷射測距儀、熱成像儀、炮手輔助瞄準鏡、火炮雙向穩定器、全電式炮空系統與多種感應器等。火控計算機可經由輸入的各種參數提供火炮射擊角度、瞄準輔助、維護和裝彈等功能，為車長和炮手同時對應多個目標的能力，以及「獵殲」能力:16。炮手瞄準鏡左側為光學觀察系統與雷射測距儀、右側為熱成像儀，雷射測距儀為摻釹釔鋁石榴石雷射器，測距範圍可達300至5,000公尺，誤差僅10公尺，熱成像儀則為富士通產品，具自動追蹤能力，在90式問世之初世界上僅有以色列梅卡瓦主力戰車擁有此功能:16。車長雙穩潛望式瞄準鏡為此前74式不具備的裝備，可在炮手瞄準目標的同時搜索下一個目標，但不具夜視功能，且旋轉方向限制在180度內。

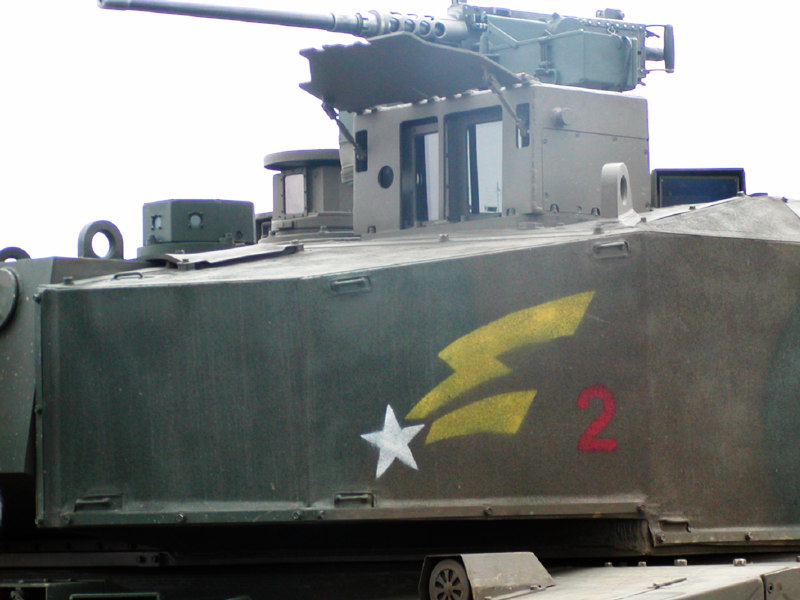
90式的炮手瞄準鏡，左為光學觀察系統與雷射測距儀、右為熱成像儀

除主炮外，90式還配置炮塔頂部的一挺12.7公釐M2重機槍和與74式同款的住友74式7.62公釐同軸機槍，前者為提供住友重機械工業授權生產的國產化裝備，自61式至10式共裝備四代，裝彈600發、射速每分鐘600發、初速每秒835公尺、有效射程1,800公尺，可使用普通子彈、穿甲彈、曳光彈等，若發射穿甲彈可在500公尺距離內有擊穿20公釐以上的裝甲板。74式車載7.62公釐機槍是在住友62式7.62毫米機槍的基礎上發展而來的，與62式機槍相比，74式非常堅固耐用、可靠性大為提高，74式與10式戰車皆有採用。裝彈數包括備用彈在內為4,500發，射速可切換每分鐘1,000發或每分鐘700發兩種模式。另外該機槍以鼓風機冷卻槍管，可以以每分鐘700發的速度連續射擊20至25發、間隔2至3秒、持續3分鐘以上。另外，90式車組乘員亦配有折疊槍托的豐和89式5.56公釐突擊步槍:200。
裝彈方面，90式配有每分鐘能發射15發炮彈的國產鏈式自動裝彈機，這既有認為120公釐炮彈體積大、重量高，手動裝填對身材較矮、體力較弱的日本人負擔略重的因素在，亦有自衛隊徵募困難方面的考量（見下）。除了提供高射速外，自動裝彈機也有利於90式全車結構緊湊化，省去裝填手與其作業空間:3。90式的自動裝彈機為電力驅動，其構造為裝彈控制器接收炮手控制面板的訊號向裝彈編碼器、橫送編碼器、裝彈機電機、雙向離合器實施控制，此型裝彈機彈藥上下移動和迴轉量小、結構簡單，且因彈藥採用西方普遍採用的隔艙化佈置，將主要炮彈儲存於炮塔尾艙、以隔板與戰鬥室分開，尾艙上方裝有爆炸氣浪排放板，若炮塔尾艙彈藥庫發生爆炸即可透過該排放口洩除氣浪，避免二次爆炸，進而被提高了乘員的安全與全車的生存性，緊急狀態下也能以握柄手動裝彈。不過也有批評意見認為90式炮塔內儲存的炮彈過少，且自動裝彈機使火炮要回到固定的裝填角才能裝彈、自動裝彈機使炮塔體積增大，提高被擊中的機率:13，其可靠性亦頗受質疑（見下）。

### 防護力
90式戰車車體與炮塔均採用模組化複合裝甲，其他部位則為間隙裝甲:160，車體採用軋制鋼裝甲焊接結構，車內從前往後依次為駕駛艙、戰鬥室、動力傳動艙，駕駛艙位於車體左前方，右側則為彈藥艙，傳動裝置置於引擎後方，並設置引擎氣格柵於車體後部，防止其受到頂部攻擊:30-31。
90式的複合裝甲材質為冷軋含鈦高強度鋼的雙層結構，中間為蜂窩狀陶瓷裝甲，內嵌輕金屬:160。90式的炮塔正面裝甲為類似豹2A4的垂直面，而非歐美國家戰車使用傾斜裝甲，這主要是日方認為將炮塔寬度減少帶來的避彈性較傾斜裝甲提供的防禦力更為重要，且採用傾斜裝甲要覆蓋同樣正面面積將需要更多裝甲，對於將90式的車重高度控制的日方而言此類措施即不予採用:160。有評論指出，90式戰車炮塔正面裝甲板與車體前上裝甲板兼存在高度約200毫米以上的卡彈區，被認為是其防禦上的隱患:33
除了裝甲外，90式還有其他防護措施，包括：個體式核生化三防裝置、自動滅火裝置、雷射探測器連動自動煙幕對抗系統:16。

### 機動性

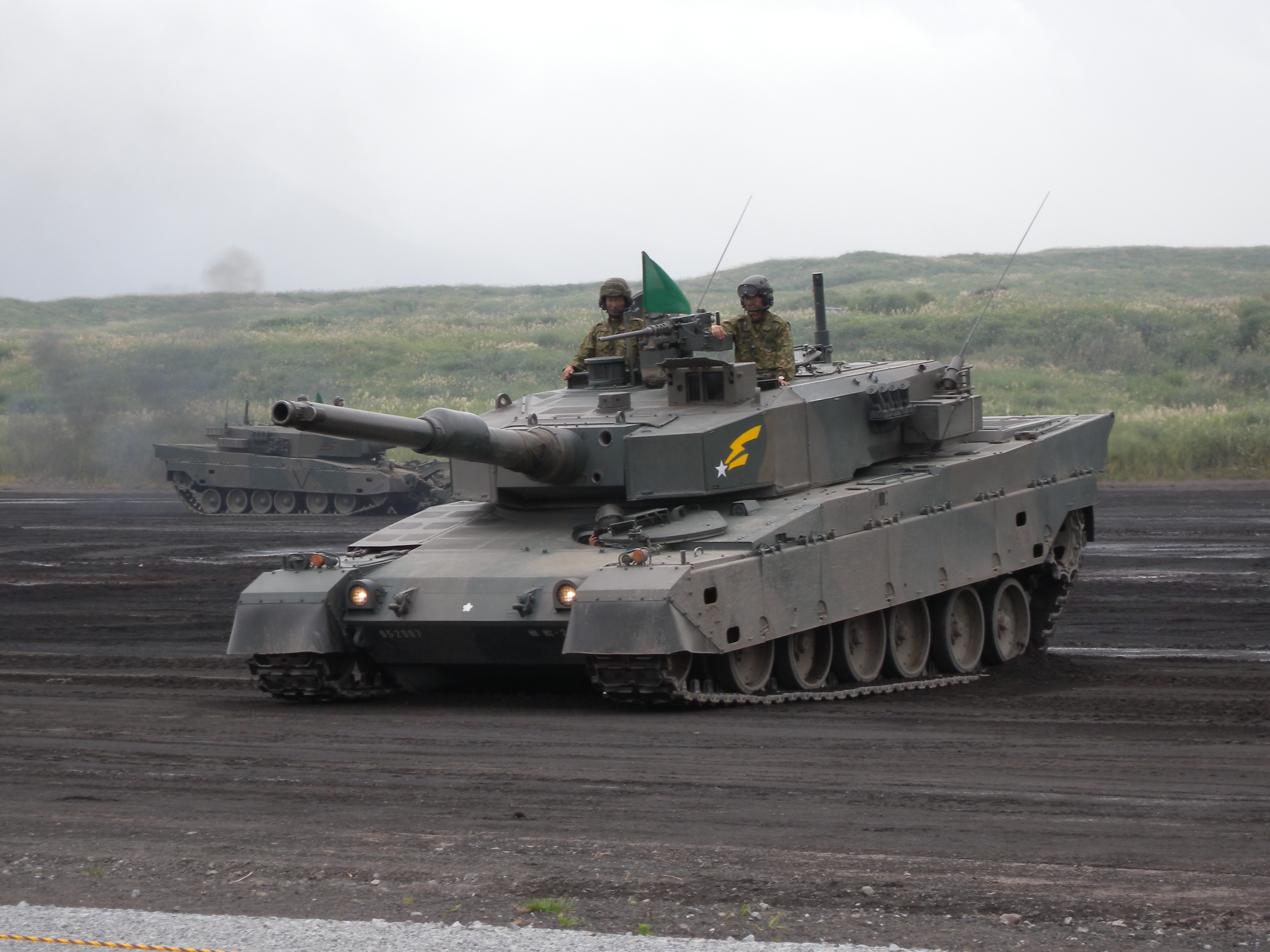
憑藉混合懸掛裝置進行俯仰動作調整的90式

90式戰車採用三菱研製的10ZG32WG型V型90度夾角10缸2沖程水冷複合增壓柴油機，其排量雖與74式的10ZF22WT引擎同為21.5升，但最大功率卻為其兩倍，至1103千瓦:11。90式採用混合式懸掛裝系統，第1、2、5、6負重輪為液壓懸掛、第3與4為扭力杆式，使90式在車體前後有約正負5度的調整範圍，車高可在-255公釐至+170公釐調整，亦可降低採購成本:13。90式的履帶為雙銷、銷耳掛膠、端部連結的鋼製履帶，寬達620公釐，在寒地行駛時可額外加裝防滑歯:13。冬季作戰時亦能使用車上的輔助啟動裝置（由燃料分配器、燃燒爐和噴嘴組成）發動引擎:14。
90式最大速度為時速70公里，最大航程320至340公里:14，這與當代各國主力戰車的500至600公里航程相比偏小:13。另外90式也有著優異的制動性，能在時速50公里的狀態下於2公尺內完全停車:74-75，然而早期在配發該車時曾發生過意外煞車時，將上半身露出車外的車長胸部撞傷的事故，因此俗稱「殺人煞車」（殺人ブレーキ）:74-75。
90式是陸上自衛隊最重型的戰車，但與西方國家的主力戰車相比則輕上約10噸，然而即便是如此在日本也是超出城市道路的限制，按照日本道路交通法規定，90式戰車若要進行長距離移動，需以平板拖車將砲塔和車身分別運送，到達目的地後再以戰車回收車於野戰條件下組裝，基本上很難在北海道以外的地方裝備和自由運用:72，且其接地壓力高達0.89公斤/平方公分，高於一般能有較高通行力的0.75公斤/平方公分標準，這使其能通過的地域範圍很小，駕駛與車長需時刻留意其道路:11，加之90式缺少潛渡裝置，涉水深度極限為2公尺，若僅限日本國內佈署尚不成問題，但若要出國作戰，渡河能力便顯得不足:13。
根據防衛省一份2010年4月的報告指出，日本全國主要橋樑17,920座中，50噸的90式戰車橋樑通過率為65％，44噸的10式戰車通過率則為84％，而60噸級的非日本主力戰車則僅有40％:9。此外，陸自亦有開發可乘載重達50噸的90式的特大型運搬車，以及曾在協同轉調演習中使用民間高速渡輪「Natchan世界號」運送過4輛90式至日本大分，預計在緊急情況下亦能以此類方式佈署於北海道之外。

### 缺陷

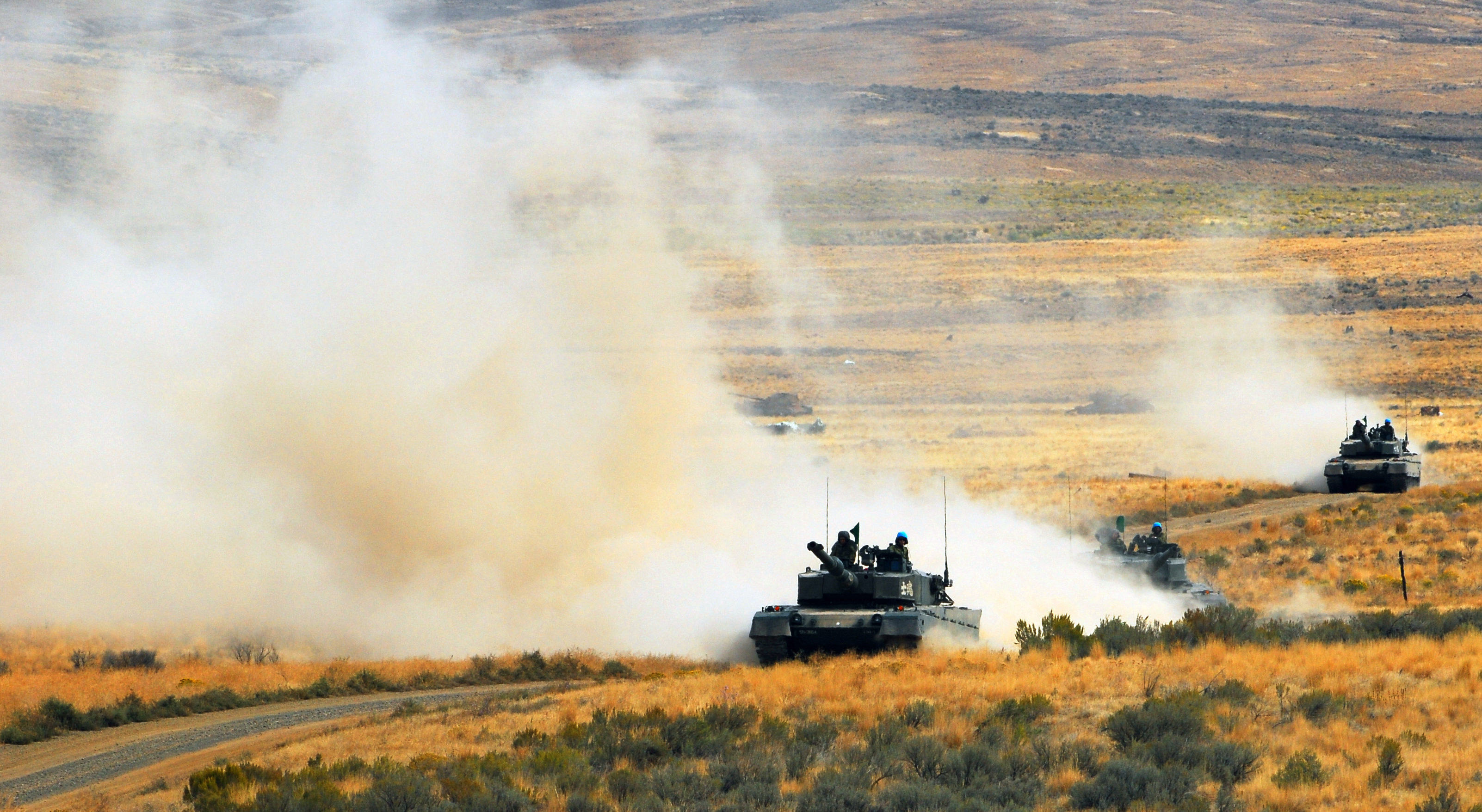
參加亞其馬訓練中心實戰演練的90式戰車

90式總體設計與同世代戰車相比並不落後，在某些方面還有所超越，然而其有部份設計缺陷令其倍受批評，包括：
1. 三人乘員配置：90式戰車僅配置車長、炮手與駕駛3名乘員，與其他4至5名乘員的戰車相比，前者對戰車的機動性、作戰反應速度、視界觀察、日常維護與野戰作業等具有負面影響[27]:9，且在有人受傷時使全車喪失作戰能力、無法行動的可能性高得多，亦有來源指出此種配置是日方認為一輛戰車被擊毀時，3人乘員戰車的傷亡人數少於4人者，以及陸上自衛隊參謀部決定的依據為行政（認為可彌補自衛隊募集困難、員額不足的困境）優先於作戰運用要求，因此也被批評該戰車的運用指南完全脫離實際[27]:9[11]:9-10。
2. 90式戰車炮手瞄準鏡位置偏高，使車長無法進行左方向的視察，且12.7公釐重機槍為固定式，同樣妨礙車長的視察[11]:10。另外當90式位處左梯隊戰鬥隊形時，車長若要觀察左側梯隊位置，炮塔就需要向左旋轉至11點鐘方向才使炮手的瞄準鏡不至於擋住其視線，但如此情況下戰車主炮便不能朝向正前方[28]:3。
3. 90式戰車的駕駛、操作性並不理想，特別是夜間作戰時，駕駛操作變速箱開關需一直盯著微光夜視儀，這對操作者的技術要求相當高，而其他國家的戰車則將此類開關設置在操縱桿上[11]:12。
4. 自動裝彈機可靠性問題：此問題在陸上自衛隊1998年9月上旬的綜合火力演習時出現嚴重失誤，4輛參加活動的90式有3輛自動裝彈機出現故障，使射擊無法進行，這也引來前自衛隊陸將補（少將）松村劭撰文嚴厲批評[27]:5。
5. 缺乏數據化資訊系統：90式的初始設計沒有採用數據化資訊系統，使其協同作戰能力方面嚴重不足，也被評為最致命的缺陷[28]:3。90式曾在1996年被派往美國華盛頓州亞其馬訓練中心（英语：Yakima Training Center）與美軍M1A2戰車進行實戰演練，儘管90式單車作戰能力與後者相若，但編組作戰能力卻遠低於美軍，其戰車群難以作為一個整體作戰[28]:3。之後才有部份90式裝備了C4I系統終端設備或做了一部分的改善（見下）。

## 生產、服役與衍生車型
| 2016年裝備90式戰車的陸上自衛隊部隊 | 2016年裝備90式戰車的陸上自衛隊部隊 | 2016年裝備90式戰車的陸上自衛隊部隊 |
| 戰車大隊                           | 戰車聯隊                           | 戰車中隊                           |
| ---------------------------------- | ---------------------------------- | ---------------------------------- |
| 5                                  | -                                  | 1、2、3                            |
| 11                                 | -                                  | 2                                  |
| -                                  | 2                                  | 1、2、3、4、5                      |
| -                                  | 71                                 | 1、2、3、4、5                      |
| -                                  | 72                                 | 1、2、3、4、5                      |
| -                                  | 73                                 | 1、2、3、4、5                      |
| -                                  | 教導                               | 2、3                               |
| 資料來源：:112-113                 |                                    |                                    |

1990年，90式戰車正式投產，採購30輛，由於其採購數量低和使用大量先進電子設備之故:11，90式價格極高，採購第一年單輛即達11億日幣，相當於800至850萬美元，將近同時期美軍最先進的M-1A2SEP戰車的兩倍:11:176，也是其他國家同世代戰車的三倍貴。90式的採購作業以每年不到20輛的速度進行，而成本也逐年下降，1999年降至9億日元以下，2001年起維持在8億日元左右，至2009年最後一批共生產341輛。
出於對抗假想敵蘇聯戰車之目的，90式戰車被設計並用於佈署在北海道北部方面隊，包括陸上自衛隊唯一的戰車師團——第7師團（第71、72、73戰車聯隊）、第2師團第2戰車聯隊、第5旅團第5戰車大隊、第11旅團第11戰車大隊等:210。除了北海道外，90式僅有少量提供給富士教導團、武器學校第1機甲教育隊用於訓練:210。然而90式服役隔年蘇聯即解體、冷戰結束，陸上自衛隊戰車部隊一直以來所受的反戰車戰訓練頓時失去意義，隨之而來的是戰車被成批削減，1991年3月3月31日時陸上自衛隊有61式342輛、74式873輛，合計1,215輛戰車:110，而至2010年末經《防衛大綱》規定日後戰車將僅保留至74式200輛、90式200輛，共計400輛的規模:110。在如此條件下，陸上自衛隊仍提出研製新型戰車的計畫，作為相當於90式輕量化、但有著同級別戰鬥能力的搭配車款，其成果即10式戰車，該車後於2010年投產，用於逐步取代74式:111。2014年，《防衛大綱》進一步將陸自戰車總數降至300輛:111。
90式戰車僅有90式戰車回收車一種衍生車型，用於取代78式戰車回收車，其車前液壓絞盤足以拖曳50噸，也就是相當於一輛90式戰車的重量，甚至能從側面拖曳74式戰車，其起重機最大起吊重量為25噸，並能遙控作業，車上還配有車長艙口前的一挺12.7公釐機槍用於自衛，車前還有8具煙霧發射器:169。該車與90式戰車不同在於其懸掛系統為全油氣壓式，可以上下垂直自由控制車身，能在使用絞盤或起重機時把車體壓到最低。截至2010年，陸自共採購了30輛90式戰車回收車。另外，90式戰車有部份車前有經過改裝，可加載92式除雷滾輪系統的款式，駕駛可在車內操作除雷工作，這種車型被稱作「90式戰車B型」，於1993年制式化。少數如90式戰車也搭載C4I系統戰車聯隊指揮控制系統（T-ReCs）終端設備，以與其他90式、10式戰車和常規部隊共享情報、協同作戰，但亦有來源指出這種作法已被棄用:18-23，以陸自野戰通信裝備——野外通信系統取代其功能，防衛政策局的一份文件也指出90式加裝C4I系統不符成本效益，因此將此項重點放在10式戰車上。
| 年份 | 1990 | 1991 | 1992 | 1993 | 1994 | 1995 | 1996 | 1997 | 1998  | 1999 | 2000 | 2001 | 2002 | 2003 | 2004   | 2005  | 2006  | 2007 | 2008 | 2009 | 合計 |
| ---- | ---- | ---- | ---- | ---- | ---- | ---- | ---- | ---- | ----- | ---- | ---- | ---- | ---- | ---- | ------ | ----- | ----- | ---- | ---- | ---- | ---- |
| 輛數 | 30   | 26   | 20   | 20   | 20   | 20   | 18   | 18   | 17:21 | 17   | 18   | 18   | 18   | 17   | 15:371 | 12:30 | 11:30 | 9:30 | 9    | 8:8  | 341  |

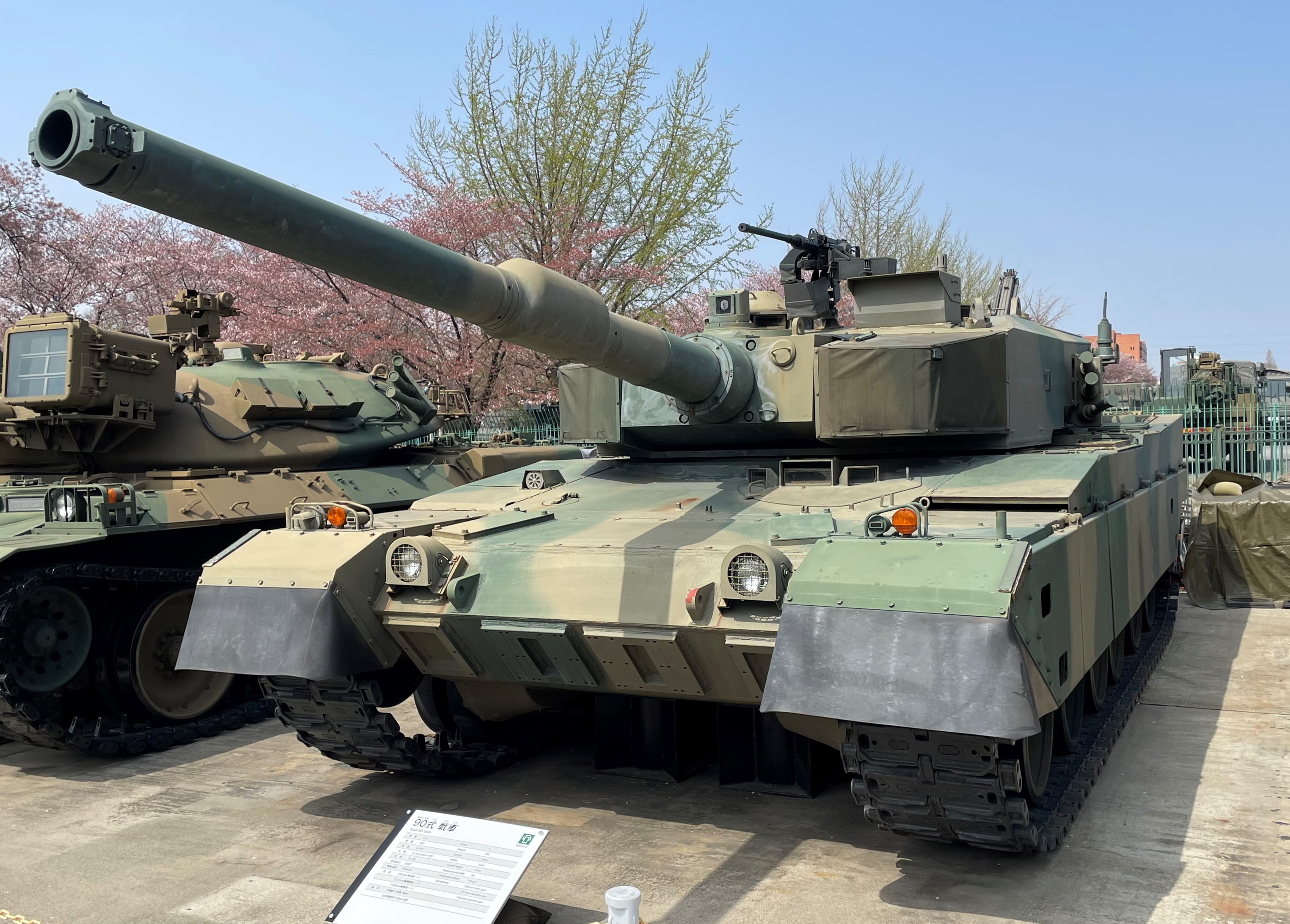
朝霞市陸上自衛隊公共資訊中心所展出的90式原型車
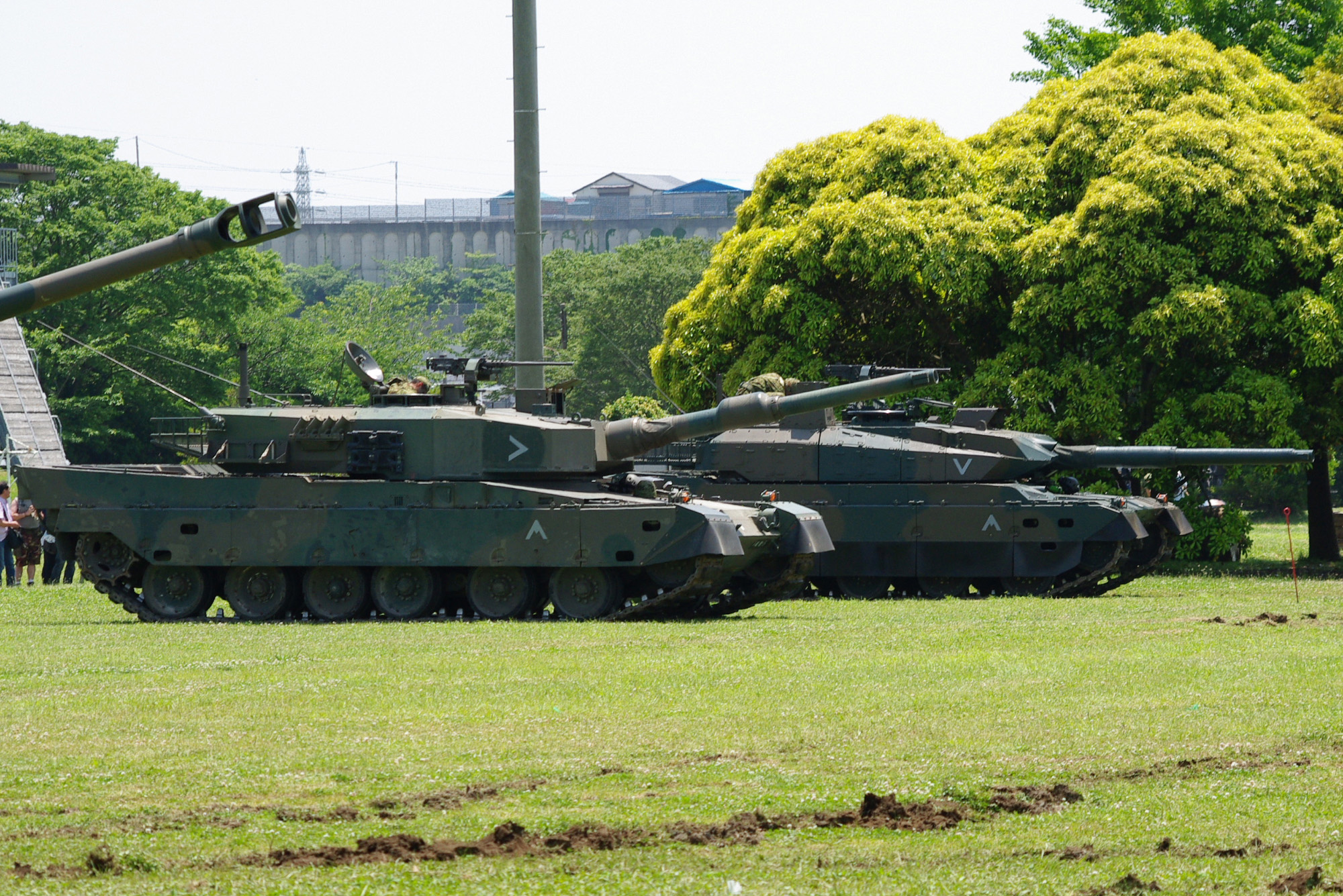
隸屬第1機甲教育隊的90式與其次世代新戰車10式
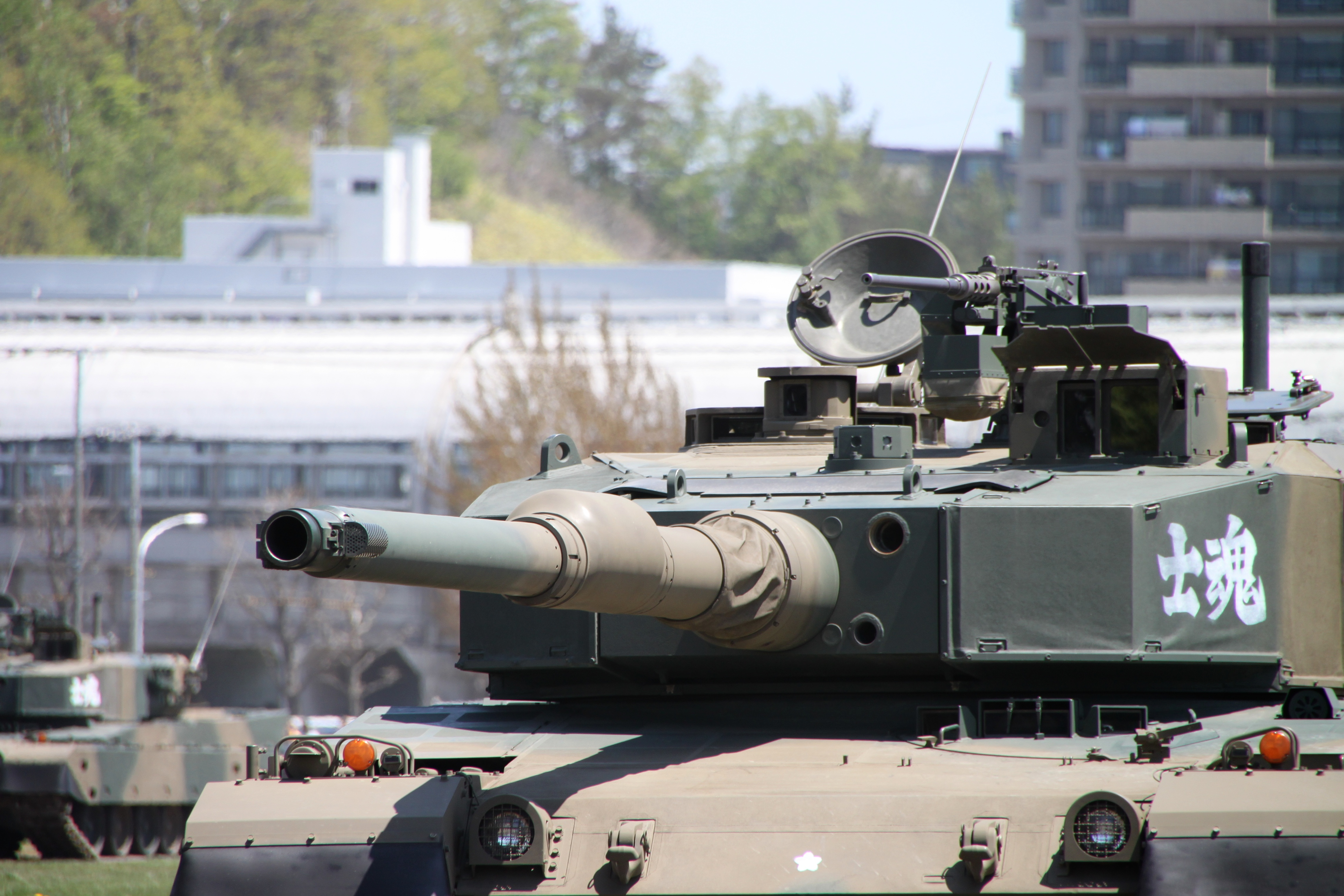
第11戰車隊（由第11戰車大隊改編而來）的90式戰車，其炮塔識別符「士魂」來自由「十一」兩字組成的「士」
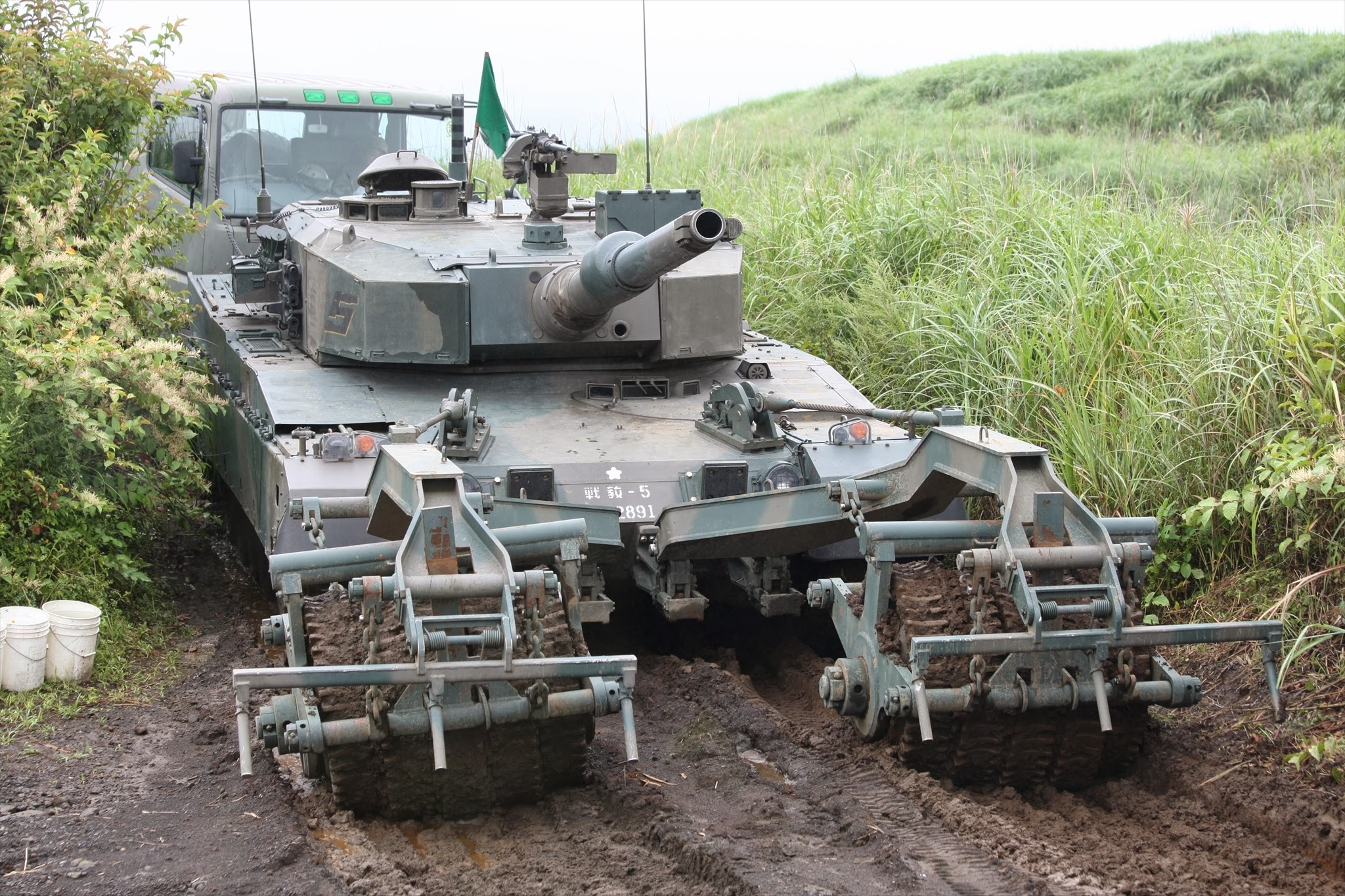
車前加裝92式除雷滾輪系統的90式
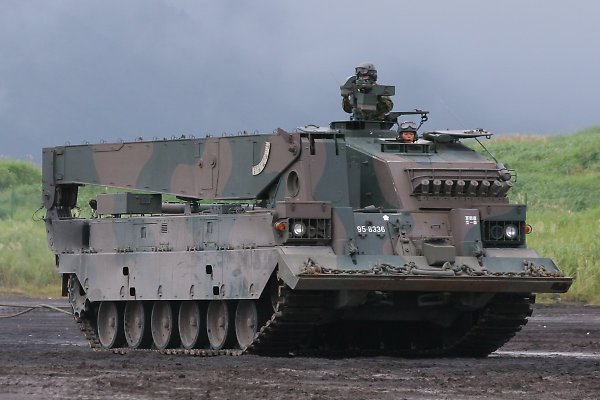
以90式底盤製造的90式戰車回收車是前者唯一的衍生車型

## 歷代日本主力戰車比較
|                  | 10式戰車                                                     | 90式戰車                             | 74式戰車                          | 61式戰車                          |
| ---------------- | ------------------------------------------------------------ | ------------------------------------ | --------------------------------- | --------------------------------- |
| 重量             | 約44噸                                                       | 約50噸                               | 約38噸                            | 約35噸                            |
| 全長             | 9.42公尺                                                     | 9.80公尺                             | 9.41公尺                          | 8.19公尺                          |
| 全寬             | 3.24公尺                                                     | 3.40公尺                             | 3.18公尺                          | 2.49公尺                          |
| 全高             | 2.30公尺                                                     | 2.30公尺                             | 2.25公尺                          | 2.49公尺                          |
| 主砲             | 120公釐44倍徑滑膛砲                                          | 120公釐44倍徑滑膛砲                  | 105公釐51倍徑線膛砲               | 90公釐52倍徑線膛砲                |
| 裝甲             | 複合裝甲（正面主要部份）                                     | 複合裝甲（正面主要部份）             | 鑄造鋼（砲塔） 壓延防彈鋼（車身） | 鑄造鋼（砲塔） 壓延防彈鋼（車身） |
| 引擎             | 水冷式4行程V型8汽缸柴油引擎                                  | 水冷式2行程V型10汽缸柴油引擎         | 氣冷式2行程V型10汽缸柴油引擎      | 氣冷式4行程V型12汽缸柴油引擎      |
| 最高速度         | 時速70公里                                                   | 時速70公里                           | 時速53公里                        | 時速45公里                        |
| 引擎最大輸出功率 | 1200馬力（2300轉/分時）                                      | 1500馬力（2400轉/分時）              | 720馬力（2200轉/分時）            | 570馬力（2100轉/分時）            |
| 懸吊系統         | 油氣壓式                                                     | 油氣壓扭力桿混合式                   | 油氣壓式                          | 扭力桿                            |
| 乘坐人數         | 3名                                                          | 3名                                  | 4名                               | 4名                               |
| 裝填方式         | 自動                                                         | 自動                                 | 手動                              | 手動                              |
| C4I              | 有                                                           | 無                                   | 無                                | 無                                |
| 製造成本         | 9.5億日元（2010年） 16.8億日幣（2024年） 研發總費用484億日元 | 8億日元（2009年） 11億日元（1990年） | 3.5至4億日元                      | 約1億日元                         |
| 資料來源：:439   |                                                              |                                      |                                   |                                   |

## 資料來源
1. 1 2 3 4 5 6 7 8 9 10 11 12 13 14 15 16 17 18 19 20 21 22 23 24 25 26 27 28 29 30 31  . eaglet.skr.jp.   [2022-06-01]. （原始内容存档于2021-05-15） （日语）.
2. 1 2  . 陸自調査団.   [2022-06-01]. （原始内容存档于2022-05-23） （日语）.
3. 1 2 3 4 5 6 7 8 9 10 11 12 13 14 15 16 17 18 19 20 21 22  徐志伟. . 坦克装甲车辆. 2006, (6). ISSN 1001-8778 （中文）.
4. 1 2 3 4  . combat1.sakura.ne.jp.   [2022-06-01]. （原始内容存档于2020-02-25） （日语）.
5. 1 2 3 4 5 6 7 8 9 10  徐志伟. . 坦克装甲车辆. 2006, (7). ISSN 1001-8778 （中文）.
6. 1 2  . www.globalsecurity.org.   [2022-06-02]. （原始内容存档于2022-01-31） （英语）.
7. 1 2 3 4  . gunnzihyouronn.web.fc2.com.   [2022-06-05]. （原始内容存档于2011-03-12） （日语）.
8. ↑  . 時事ドットコム.   [2022-06-01]. （原始内容存档于2022-06-01） （日语）.
9. ↑  王军良. . 国外坦克. 2015, (2) （中文）.
10. ↑   . イカロス出版. 2011. ISBN 978-4-86320-390-7 （日语）.
11. 1 2 3 4 5 6  刘立明. . 國外坦克. 2002, (5) （中文）.
12. 1 2 3 4 5 6 7 8 9 10  菊池征男.  . 東京: イカロス出版. 2017. ISBN 9784802203395 （日语）.
13. 1 2  王军良. . 国外坦克. 2001, (5) （中文）.
14. 1 2 3  周明; 李巍. . 上海社会科学院出版社. 2015. ISBN 978-7-5520-0974-3 （中文）.
15. ↑  唐海燕. . 现代兵器. 2005, (11) （中文）.
16. 1 2  曹曉光. . 北京: 清华大学出版社. 2014. ISBN 9787302362357 （中文）.
17. ↑  . www.military-today.com.   [2022-06-05]. （原始内容存档于2021-11-16） （英语）.
18. ↑   (PDF). dl.ndl.go.jp. 2002-11-15  [2022-06-05]. （原始内容 (PDF)存档于2020-11-01） （日语）.
19. ↑  刘立明. . 國外坦克. 2002, (5) （中文）.
20. 1 2 3 4  刘哲民; 石宏. . 西安: 陕西人民出版社. 2019-11. ISBN 978-7-224-13421-6 （中文）.
21. 1 2  海霞. . 现代兵器. 2005, (5). ISSN 1000-7385 （中文）.
22. 1 2  あかぎひろゆき.  . 秀和システム. 2022. ISBN 9784798066677 （日语）.
23. ↑  軍鷹. . 兵器知识. 2013, (10). ISSN 1000-4912 （中文）.
24. ↑  徐志伟. . 坦克装甲车辆. 2006, (8). ISSN 1001-8778 （中文）.
25. ↑   (PDF). www.kantei.go.jp. 防衛省. 2010-04  [2019-05-29]. （原始内容存档 (PDF)于2019-05-30） （日语）.
26. ↑  . airportworld.sakura.ne.jp.   [2023-01-24]. （原始内容存档于2023-01-24） （日语）.
27. 1 2 3  刘立明. . 国外坦克. 2000, (1) （中文）.
28. 1 2 3  唐海燕. . 现代兵器. 2005, (11). ISSN 1000-7385 （中文）.
29. ↑  清谷信一. . アゴラ 言論プラットフォーム. 2022-08-09  [2023-01-21]. （原始内容存档于2022-09-24） （日语）.
30. ↑  . combat1.sakura.ne.jp.   [2019-05-28]. （原始内容存档于2019-05-28） （日语）.
31. ↑  鈴木利治. .  . 東京: イカロス出版. 2021. ISBN 978-4802210492 （日语）.
32. ↑   (PDF). www.mod.go.jp. 防衛政策局防衛計画課. 2009-10  [2023-01-24]. （原始内容 (PDF)存档于2013-02-01） （日语）.
33. ↑  . www.clearing.mod.go.jp. 防衛省.   [2022-06-18]. （原始内容存档于2022-06-18） （日语）.
34. ↑  . www.clearing.mod.go.jp. 防衛省.   [2022-06-18]. （原始内容存档于2020-01-30） （日语）.
35. ↑  . www.clearing.mod.go.jp. 防衛省.   [2022-06-18]. （原始内容存档于2013-02-27） （日语）.
36. ↑  . www.clearing.mod.go.jp. 防衛省.   [2022-06-18]. （原始内容存档于2019-05-01） （日语）.
37. ↑  . www.clearing.mod.go.jp. 防衛省.   [2022-06-18]. （原始内容存档于2013-02-27） （日语）.
38. ↑  . www.clearing.mod.go.jp. 防衛省.   [2022-06-18]. （原始内容存档于2016-04-07） （日语）.
39. 1 2 3   (PDF). www.clearing.mod.go.jp. 防衛省.   [2023-01-15]. （原始内容存档 (PDF)于2013-05-14） （日语）.
40. ↑  . www.clearing.mod.go.jp. 防衛省.   [2023-01-15]. （原始内容存档于2022-09-24） （日语）.
41. ↑  . www.clearing.mod.go.jp. 防衛省.   [2023-01-15]. （原始内容存档于2022-09-24） （日语）.
42. ↑  . www.clearing.mod.go.jp. 防衛省.   [2023-01-15]. （原始内容存档于2022-09-24） （日语）.
43. ↑  . www.clearing.mod.go.jp. 防衛省.   [2023-01-15]. （原始内容存档于2022-09-24） （日语）.
44. ↑  . www.clearing.mod.go.jp. 防衛省.   [2023-01-15]. （原始内容存档于2022-07-06） （日语）.
45. ↑   (PDF). 防衛省 情報検索サービス.   [2022-09-22]. （原始内容存档 (PDF)于2021-08-11） （日语）.
46. 1 2 3  西田安範.  (PDF). dl.ndl.go.jp. 2007-03  [2022-06-18]. （原始内容存档 (PDF)于2022-06-18） （日语）.
47. ↑  防衛省.  (PDF). www.ssri-j.com. 日本安全保障戦略研究所: 9.   [2022-11-06]. （原始内容存档 (PDF)于2017-10-24） （日语）.
48. ↑  ATLA.  (PDF). www.mod.go.jp. 防衛装備庁.   [2022-12-12]. （原始内容存档 (PDF)于2021-10-21） （日语）.